# Paul Yü Pin
Paul Yü Pin (Chinees: 于斌; Hanyu pinyin: Yu Bin) (Hai-lun (Heilongjiang), 13 april 1901 – Rome, 16 augustus 1978) was een Chinees geestelijke en kardinaal van de Katholieke Kerk.
Yü Pin studeerde in Shanghai en Rome, Perugia en Jilin. Hij werd op 22 december 1928 priester gewijd. Van 1929 tot 1933 werkte hij als professor in Rome. Van 1933 tot 1936 was hij inspecteur van het katholieke onderwijs in China. In 1936 benoemde paus Pius XI hem tot titulair bisschop van Sozusa in Palaestina en tot apostolisch administrator van Nanjing. In 1946 werd hij door paus Pius XII benoemd tot eerste aartsbisschop van Nanking. Hij moest evenwel al spoedig - onder druk van het maoïstische regime - het land verlaten. Hij was nu aartsbisschop in ballingschap. Hij vestigde zich aanvankelijk in de Verenigde Staten waar hij zich inzette voor andere gevluchte Chinezen. Later ging hij naar Taiwan, waar hij uiteindelijk rector magnificus van de Katholieke Fu Jen Universiteit werd. Yü Pin nam deel aan het Tweede Vaticaans Concilie. Tijdens het consistorie van 28 april 1969 creëerde paus Paulus VI hem kardinaal-priester. De Gesù Divino Lavoratore werd zijn titelkerk.
Tijdens de begrafenismis voor paus Paulus VI werd de kardinaal plotseling onwel. Hij werd naar het klooster gebracht waar hij verbleef. Enkele dagen later overleed hij aan de gevolgen van wat vermoedelijk een hartaanval geweest was. De requiemmis werd gehouden in de Sint-Pietersbasiliek en werd bijgewoond door vijfennegentig kardinalen die al in Rome waren in verband met het ophanden zijnde conclaaf.
- Bibliothèque nationale de France: cb166834386 (data)
- Gemeinsame Normdatei: 135535786
- International Standard Name Identifier: 0000 0000 8162 9505
- Library of Congress Control Number: n84150015
- Nederlandse Thesaurus van Auteursnamen: 180967401
- Système universitaire de documentation: 106905783
- Trove: 1344145
- Virtual International Authority File: 89484304
- WorldCat: E39PBJrwWbpgH8bk4DdrqfMVmd